# Fanny Blankers-Koen Games
Le Fanny Blankers-Koen Games ou FBK-Games est un meeting international d'athlétisme qui se déroule une fois par an au stade Fanny-Blankers-Koen d'Hengelo, aux Pays-Bas. Cette compétition est l'une des 14 étapes du Challenge mondial IAAF. Le nom du meeting est donné en hommage à l'athlète néerlandaise Fanny Blankers-Koen, quadruple championne olympique lors des Jeux de 1948.
La première édition s'est tenue le 6 juillet 1981, et l'épreuve est reconnue officiellement par l'IAAF à partir de 1983. À noter qu'entre 1987 et 2000, l'épreuve s'intitulait Adriaan Paulen Memorial, en hommage à l'ancien athlète, puis dirigeant, Adriaan Paulen.

## Records

### Records du monde
Le 31 mai 2004, Kenenisa Bekele, 21 ans, établit un nouveau record du monde du 5 000 m en 12 min 37 s 35 lors des FBK-Games. Il efface ainsi Haile Gebreselassie des tablettes.
| Année | Athlète            | Épreuve  | Performance    |
| ----- | ------------------ | -------- | -------------- |
| 1994  | Haile Gebrselassie | 5 000 m  | 12 min 56 s 96 |
| 1995  | Haile Gebrselassie | 10 000 m | 26 min 43 s 53 |
| 1997  | Haile Gebrselassie | 2 miles  | 8 min 1 s 08   |
| 1998  | Haile Gebrselassie | 10 000 m | 26 min 22 s 75 |
| 2004  | Kenenisa Bekele    | 5 000 m  | 12 min 37 s 35 |
| 2021  | Sifan Hassan       | 10 000 m | 29 min 06 s 82 |

### Records du meeting

#### Hommes
| Épreuve           | Athlète                 | Nationalité       | Performance        | Date             |
| ----------------- | ----------------------- | ----------------- | ------------------ | ---------------- |
| 100 m             | Richard Thompson        | Trinité-et-Tobago | 9 s 95 (+1,4 m/s)  | 8 juin 2014      |
| 200 m             | Churandy Martina        | Pays-Bas          | 20 s 23 (+2,0 m/s) | 8 juin 2013      |
| 400 m             | Abdalelah Haroun        | Qatar             | 44 s 35            | 3 juin 2018      |
| 800 m             | Wilfred Bungei          | Kenya             | 1 min 43 s 05      | 8 juin 2003      |
| 1 500 m           | Hicham El Guerrouj      | Maroc             | 3 min 29 s 51      | 31 mai 1997      |
| Mile              | James Kwalia            | Kenya             | 3 min 50 s 39      | 1er juin 2003    |
| 3 000 m           | Haile Gebrselassie      | Éthiopie          | 7 min 29 s 49      | 27 mai 1996      |
| 2 Miles           | Haile Gebrselassie      | Éthiopie          | 8 min 1 s 08       | 31 mai 1997      |
| 5 000 m           | Kenenisa Bekele         | Éthiopie          | 12 min 37 s 35     | 31 mai 2004 (WR) |
| 10 000 m          | Haile Gebrselassie      | Éthiopie          | 26 min 22 s 75     | 1er juin 1998    |
| Heure             | Haile Gebrselassie      | Éthiopie          | 20822,36 m         | 1er juin 2009    |
| 110 m haies       | Grant Halloway          | États-Unis        | 13 s 03 (+0,4 m/s) | 4 juin 2023      |
| 400 m haies       | Edwin Moses             | États-Unis        | 48 s 08            | 19 juillet 1987  |
| 3 000 m steeple   | Paul Kipsiele Koech     | Kenya             | 8 min 1 s 05       | 26 mai 2007      |
| Saut en hauteur   | Andriy Protsenko        | Ukraine           | 2,33 m             | 8 juin 2014      |
| Saut en longueur  | Irving Saladino         | Panama            | 8,73 m (+1,2 m/s)  | 24 mai 2008      |
| Triple saut       | Phillips Idowu          | Royaume-Uni       | 17,31 m (+1,0 m/s) | 27 mai 2012      |
| Saut à la perche  | Armand Duplantis        | Suède             | 6,11 m             | 4 juin 2023      |
| Lancer du disque  | Piotr Malachowski       | Pologne           | 71,84 m            | 8 juin 2013      |
| Lancer du javelot | Klaus Tafelmeier        | Allemagne         | 83,90 m            | 6 juin 1981      |
| Lancer du poids   | Reese Hoffa             | États-Unis        | 21,87 m            | 28 mai 2011      |
| Lancer du marteau | Igor Astapkovich        | Biélorussie       | 80,90 m            | 28 mai 2000      |
| 4 × 100 m         | Santa Monica Track Club | États-Unis        | 38 s 29            | 4 juin 1994      |
| 4 × 200 m         | Santa Monica Track Club | États-Unis        | 1 min 20 s 43      | 13 août 1989     |
| 4 × 400 m         | Équipe nationale        | Pays-Bas          | 3 min 9 s 59       | 19 juillet 1987  |

#### Femmes
| Épreuve           | Athlète               | Nationalité | Performance        | Date             |
| ----------------- | --------------------- | ----------- | ------------------ | ---------------- |
| 100 m             | Dina Asher-Smith      | Royaume-Uni | 10 s 92 (+0,8 m/s) | 6 juin 2021      |
| 200 m             | Dafne Schippers       | Pays-Bas    | 22 s 02 (-0,3 m/s) | 22 mai 2016      |
| 400 m             | Femke Bol             | Pays-Bas    | 50 s 11            | 4 juin 2023      |
| 800 m             | Pamela Jelimo         | Kenya       | 1 min 55 s 76      | 24 mai 2008      |
| 1 000 m           | Mary Slaney-Decker    | États-Unis  | 2 min 34 s 65      | 14 août 1988     |
| 1 500 m           | Gelete Burka          | Éthiopie    | 3 min 58 s 79      | 1er juin 2009    |
| Mile              | Jennifer Simpson      | États-Unis  | 4 min 25 s 71      | 3 juin 2018      |
| 2 000 m           | Elly van Hulst        | Pays-Bas    | 5 min 40 s 71      | 1989             |
| 3 000 m           | Zahra Ouaziz          | Maroc       | 8 min 30 s 43      | 1er juin 1998    |
| 5 000 m           | Meseret Defar         | Éthiopie    | 14 min 35 s 37     | 28 mai 2006      |
| 10 000 m          | Sifan Hassan          | Pays-Bas    | 29 min 06 s 82     | 6 juin 2021 (WR) |
| 100 m haies       | Jasmine Camacho-Quinn | Porto Rico  | 12 s 44 (+0,8 m/s) | 6 juin 2021      |
| 400 m haies       | Femke Bol             | Pays-Bas    | 52 s 51            | 9 juin 2025      |
| 3 000 m steeple   | Sofia Assefa          | Éthiopie    | 9 min 07 s 06      | 11 juin 2017     |
| Saut en hauteur   | Mariya Lasitskene     | Russie      | 2,04 m             | 11 juin 2017     |
| Saut en longueur  | Larisa Berezhnaya     | Ukraine     | 6,88 m             | 1989             |
| Triple saut       | Caterine Ibargüen     | Colombie    | 14,63 (+1,7 m/s)   | 8 juin 2014      |
| Saut à la perche  | Yarisley Silva        | Cuba        | 4,90 m             | 8 juin 2013      |
| Lancer du poids   | Astrid Kumbernuss     | Allemagne   | 20,86 m            | 31 mai 1997      |
| Lancer du marteau | Manuela Montebrun     | France      | 71,54 m            | 2003             |
| Lancer du disque  | Ilke Wyludda          | Allemagne   | 67,42 m            | 1991             |
| Lancer du javelot | Tatsiana Khaladovich  | Biélorussie | 63,90 m            | 11 juin 2017     |
| 4 × 100 m         | Équipe nationale      | Allemagne   | 42 s 25            | 11 juin 2017     |